# Karl von Nagel zu Aichberg
Karl Julius Freiherr von Nagel zu Aichberg (Amberg, 5. rujna 1866. -  München, 1. svibnja 1919.) je bio njemački general i vojni zapovjednik. Tijekom Prvog svjetskog rata bio je načelnik stožera 6. armije, te je zapovijedao 12. bavarskom divizijom na Rumunjskom i Zapadnom bojištu.

## Vojna karijera
Karl von Nagel zu Aichberg rođen je 5. rujna 1866. u Ambergu. Sin je Heinricha von Nagel i Julie von Podewils. Nakon stupanja u bavarsku vojsku čin poručnika dostigao je u studenom 1894. godine, dok je u čin konjičkog satnika unaprijeđen u ožujku 1900. godine. Nakon toga je u ožujku 1907. promaknut u čin bojnika, da bi u listopadu 1909. bio imenovan zapovjednikom 1. kraljevske bavarske pukovnije teške konjice "Princ Karl Bavarski". U srpnju 1910. promaknut je u čin potpukovnika, da bi tri mjeseca poslije, u listopadu, postao načelnikom stožera 1. kraljevskog bavarskog korpusa smještenog u Münchenu kojim je tada zapovijedao bavarski princ Rupprecht. U siječnju 1913. unaprijeđen je u čin pukovnika.

## Prvi svjetski rat
Početak Prvog svjetskog rata Nagel dočekuje na mjestu načelnika stožera 1. kraljevskog bavarskog korpusa koji je bio raspoređen na Zapadnom bojištu i koji se nalazio pod zapovjedništvom Oskara von Xylandera. Kao načelnik stožera sudjeluje u Bitci u Loreni nakon čega je u rujnu promaknut u čin general bojnika. Dužnost načelnika stožera 1. kraljevskog bavarskog korpusa Nagel obnaša do ožujka 1915. kada je imenovan časnikom za vezu bavarske vojske pri njemačkom Glavnom stožeru. Na navedenoj dužnosti nalazi se do studenog 1916. kada postaje načelnikom stožera 6. armije kojom je zapovijedao Ludwig von Falkenhausen. Sa 6. armijom sudjeluje u Bitci kod Arrasa tijekom koje je u travnju 1917. smijenjen s mjesta načelnika stožera 6. armije zajedno sa zapovjednikom armije Ludwigom von Falkenhausenom.
U lipnju 1917. Nagel dobiva novo zapovjedništvo, te postaje zapovjednikom 12. bavarske divizije koja se nalazila na Rumunjskom bojištu. U travnju 1918. Nagel je s 12. bavarskom divizijom premješten na Zapadno bojište gdje sudjeluje u Trećoj bitci na Aisnei u kojoj je divizija pretrpjela teške gubitke. Nakon toga divizija je premještena na položaje kod Ypresa gdje je u rujnu napadnuta od britanskih snaga u Petoj bitci kod Ypresa.

## Poslije rata
Nakon završetka rata Nagel je od prosinca 1918. zapovijedao 1. kraljevskom bavarskom divizijom. Preminuo je 1. svibnja 1919. u 53. godini života u Münchenu. Bio je oženjen s Mabel Hilton Dillon-Nesmith s kojom je imao tri kćeri.

## Vanjske poveznice
(eng.) Karl von Nagel zu Aichberg na stranici Prussianmachine.com